# ضريح شيخ احمد شيخ راشد المدني
 ضريح شيخ احمد شيخ راشد  بالفارسية (آرامگاه شیخ احمد شیخ راشد) من علماء أهل السنة والجماعة. اختار الطريقة القادرية منهجاً له. وتعد الضريح من أهم المقاصد السياحية والدينية في مدينة (بستك) التي تتبع البلدة المركزية  (بالفارسية: بخش مركزى)  من توابع مقاطعة بستك وتقع في محافظة هرمزگان في جنوب غرب إيران.
لقد شيد الضريح في عهد حاجي مصطفى خان العباسي ، حاكم بستك آنذاك في عام 1363 للهجرة، وبني الضريح على قبره تكريما لعلمه ويعد الضريح من معالم مدينة بستك العامرة في بر فارس..

## وصلات خارجية
- التقسيمات الادارية لمحافظة هرمزگان
- التقسيمات الادارية لمحافظة هرمزگان (بلده كوخرد)